# 贝尔滕
贝尔滕（法語：Berthen，法語發音：[bɛʁtɛn]）是法国上法蘭西大區北部省的一个市镇，位于该省西北部，属于敦刻尔克区。

## 地理
贝尔滕（50°46'58"N, 2°41'42"E）面积5.18 平方千米，位于法国上法蘭西大區北部省，该省份为法国最北部的省份及最长的省份，西北濒北海，西接加来海峡省，南至埃纳省和索姆省，东与比利时接壤。
与贝尔滕接壤的市镇（或旧市镇、城区）包括：博斯凯普、圣让斯卡佩勒、戈德瓦尔斯费尔德、梅特伦。
贝尔滕的时区为UTC+01:00、UTC+02:00（夏令时）。

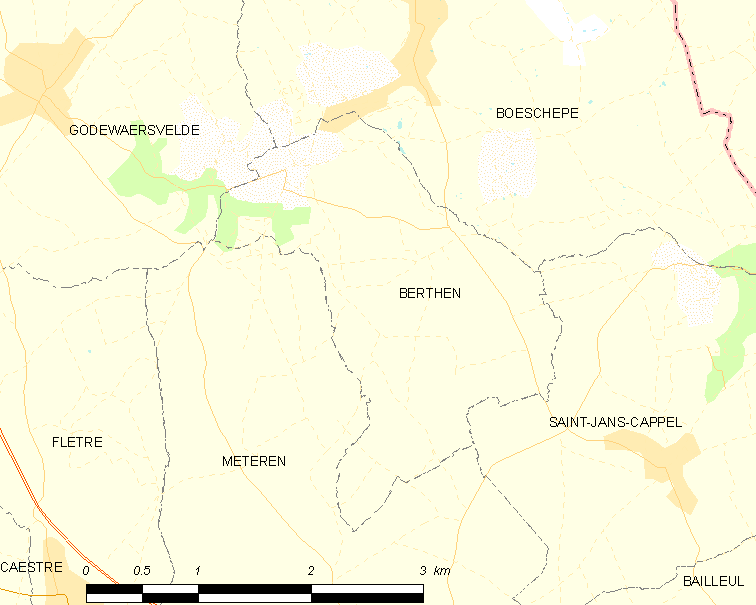
贝尔滕的OSM定位图

## 行政
贝尔滕的邮政编码为59270，INSEE市镇编码为59073。

## 政治
贝尔滕所属的省级选区为巴约勒县。

## 人口

1962-2008年间贝尔滕人口变化图示

贝尔滕于2022年1月1日时的人口数量为618人。